# 姜积弘
姜积弘（1990年2月8日—），出生于大连，足球运动员，现在效力于广州城。2012年初曾在中甲球队福建骏豪试训，并一度传出将以租借方式加盟的消息，但是最终姜积弘还是留队参加2012年的中超联赛。